# Svanenskiold
de Svanenskiold (slægtens medlemmer har siden 1800-tallet skrevet sig de Svanenskjold) er en stadig blomstrende dansk adelsslægt tilhørende lav- og brevadelen.

## Våben
I blåt skjold en hvid svane på grønt græs med en grøn ring om halsen.

## Historie
Slægtens ældst kendte stamfader er degn i Hindsholm på Fyn Jørgen Pedersen Montanus (1666-1719). Han var fader til titulær generalauditør Jonas Jørgensen til Svanholm og Overberg (Orebjerg) (1702-1763), som var fader til generalkrigskommissær og kammerherre Niels Jørgensen til Svanholm og Overberg, som den 31. maj 1780 blev optaget i adelstanden med navnet de Svanenskiold (som en reference til godset).
Han var fader til hofjægermester Peder "Peter" Jørgensen de Svanenskiold til Farumgård mm. (1764-1829). Han havde sønnerne justitsråd, byfoged og borgmester i Nykøbing Sjælland Morten Joachim Ferdinand de Svanenskiold (1799-1876) og kgl. skovrider og kammerjunker Niels Emil Eduard de Svanenskjold (1806-1864), som var fader til Peter Vilhelm Honoratus de Svanenskjold (1839-1902), som var fader til Ludvig Edvard Hannibal de Svanenskjold (1875-1909).
Morten Joachim Ferdinand de Svanenskiold var fader til landmand, assistent i Københavns Magistrat Peter Reginald Emil de Svanenskjold (1837-1913) - som var fader til skuespillerinden Helene Caroline Johanne Charlotte de Svanenskjold (1876-1936) -, til assessor og fuldmægtig Johan Valdemar Alexis de Svanenskjold (1842-1895) - som var fader til missionæren Thora Johanne Martine Svanenskjold (1879-1965) - og til overordentlig stiftsdame i Vallø Nancy Kunigunde Emanuella "Ella" de Svanenskiold (1849-1927).